# Xəlilabad
Xəlilabad è un comune dell'Azerbaigian situato nel distretto di Cəlilabad. Conta una popolazione di 1 372 abitanti.